# Schloss Rüdenhausen

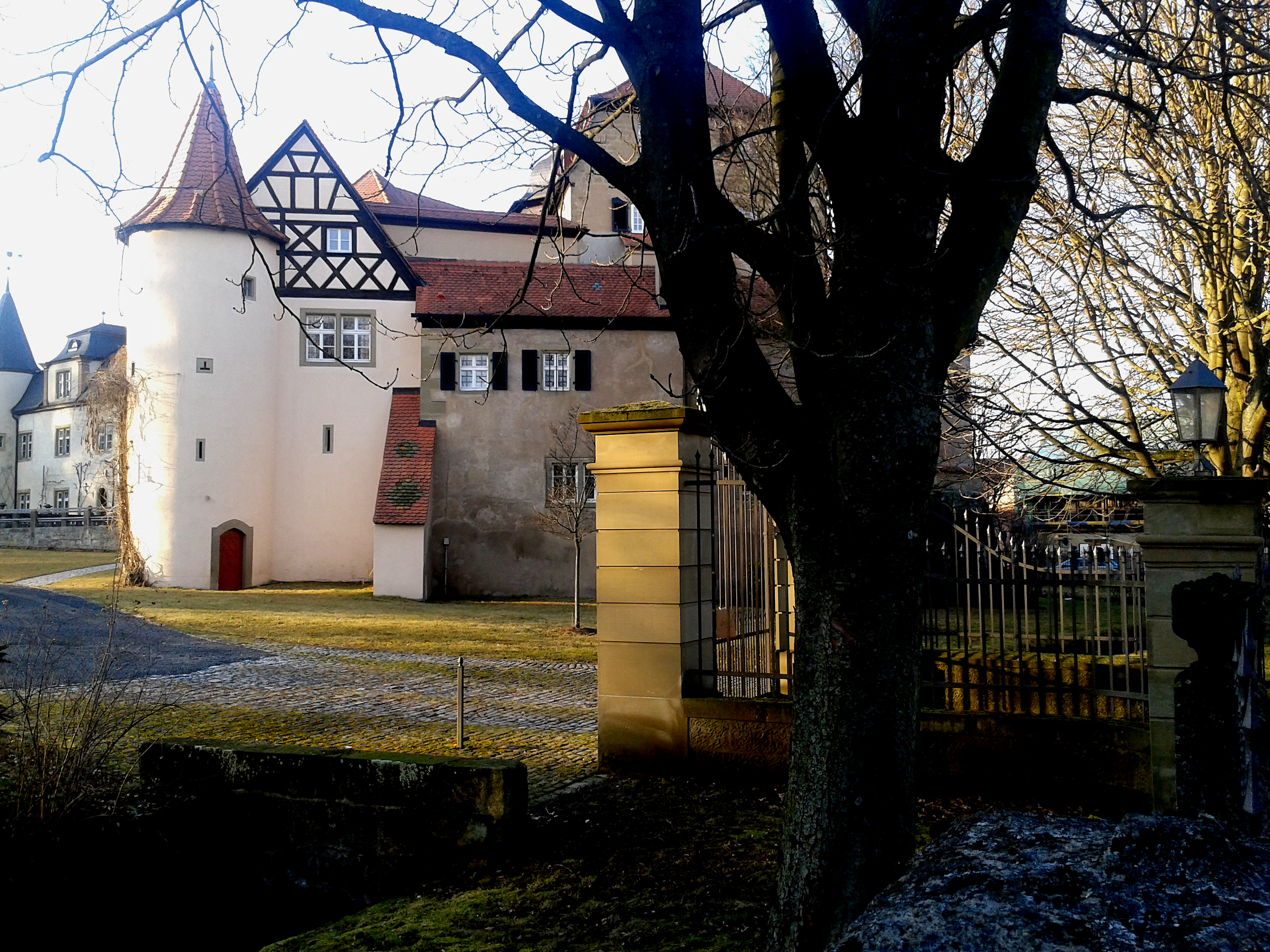
Schloss Rüdenhausen

Das Schloss Rüdenhausen (auch Altes Schloss) ist ein ehemaliger Adelssitz in der unterfränkischen Gemeinde Rüdenhausen im Landkreis Kitzingen. Es wird noch von der Familie von Castell-Rüdenhausen bewohnt. Historisch bestanden drei Schlossanlagen im Ort, wobei die sogenannte Veste bei der Kirche und das Haus im See im Spätmittelalter aufgegeben wurden. 

## Geschichte
Die Geschichte des Schlosses in Rüdenhausen beginnt mit dem Jahr 1258. Damals wurden die Besitzungen der Grafen zu Castell aufgezählt, darunter auch eine Burg in Rüdenhausen. Im Jahr 1265 wurde die Grafschaft aufgeteilt. Fortan wurden das Dorf und die Burg an wechselnde Besitzer zu Lehen gegeben. Zunächst erhielten die Herren von Seckendorff zu Rödelsee das Schloss, bevor die Fuchs von Dornheim dort saßen. Ihnen folgten die Herren von Gnodstadt nach.
Ab 1533 kam der Besitz wieder zurück in die Hände der Grafen zu Castell. Sie ließen die Anlage im Jahr 1573 erweitern. Ab dem Jahr 1597 wurde das Schloss Stammsitz der Linie Castell-Rüdenhausen. Die neuen Aufgaben schlugen sich auch in weiteren Umbauten nieder. Im Jahr 1613 ist eine solche überliefert. Während des Dreißigjährigen Krieges wurde das Schloss mehrfach in Mitleidenschaft gezogen, vollständig zerstört wurde es allerdings nie. 
Unter Johann Friedrich zu Castell-Rüdenhausen wurde der Wiederaufbau forciert. Der weitläufige Schlossgarten erhielt eine Fontäne, die Anlage wurde erweitert. Zu Beginn des 19. Jahrhunderts erbaute man auf Teilen des Parks ein kleineres, neues Schloss, das jedoch bereits 1973 wieder abgebrochen wurde. Im Jahr 1909 nahm man umfassende Renovierungen an der alten Bausubstanz vor. Das Schloss wurde im Jahr 2012 renoviert. Es wird noch von der Linie (Neu-)Castell-Rüdenhausen bewohnt. Die Anlage ist als Baudenkmal eingeordnet,  die untertägigen Reste von Vorgängerbauten sind als Bodendenkmäler vermerkt.

## Beschreibung
Das Schloss präsentiert sich als ehemaliges Wasserschloss, das von einem polygonalen Bering umgeben ist. Die verschiedenen Wohntrakte sind unterschiedlich hoch. Sie umgeben einen unregelmäßigen Innenhof. Im Süden wurden zwei runde Ecktürme errichtet, von denen einer einen schräg anlaufenden hohen Sockel aufweist. Sie sind durch eine Wehrmauer mit innen umlaufenden Rundbogenarkaden verbunden. Am westlichen Wohnbau ist ein Fachwerkgiebel angebracht. 
Der Hauptwohnbau befindet sich im Osten der Anlage. Er ist mehrgeschossig und wird von einem am Innenhof befindlichen polygonalen Treppenturm erschlossen. Verschiedene Wandstellen sind mit dem Allianzwappen des Ehepaars Georg II. zu Castell und Sophia Schenkin zu Limpurg mit der Jahreszahl 1573 und dem Ehewappen Castell-Westheim verziert. Der breitere Turm trägt ein Fassadenwappen mit der Jahreszahl 1536.
Ein Erker mit Rippengewölbe befindet sich im Obergeschoss des Hauptwohnbaus. Im Raum darüber hat sich eine Nische mit Stichbogen und Laibungsbänken erhalten. Die Fenster der beiden Räumlichkeiten haben Vorhangbögen als Stürze. Beide Räume stammen aus dem 16. Jahrhundert.